# باکونی‌بل
باکونی‌بِل (به مجاری: Bakonybél) یک شهرداری در مجارستان است که در ناحیه زیرتس واقع شده‌است. باکونی‌بل ۲۴٫۳۶ کیلومتر مربع مساحت و ۱٬۳۹۲ نفر جمعیت دارد.